# Iso Sarvisuvanto
Iso Sarvisuvanto eller Sarvisuvanto är en sjö i Finland. Den ligger i kommunen Salla i landskapet Lappland, i den nordöstra delen av landet, 700 km norr om huvudstaden Helsingfors. Iso Sarvisuvanto ligger 208,2 meter över havet. Arean är 31,3 hektar och strandlinjen är 6,6 kilometer lång. Sjön  ingår i Koundaälvens huvudavrinningsområde. 
I övrigt finns följande i Iso Sarvisuvanto:
- Juhannussaari (en ö)